# РАДІУС (мережа банкоматів)

Логотип РАДІУС

«РАДІУС» — всеукраїнська мережа банкоматів, створена 18 вересня 2006 року. Дозволяє клієнтам банку який входить в цю мережу, використовувати банкомати інших банків-учасників за тими ж тарифами що й у своєму материнському банку. Станом на 2015 рік мережа «Радіус» включає 24 банків-учасників та близько 2000 банкоматів по всій території України.

## Банки-учасники мережі «РАДІУС»
| - ПАТ «ПУМБ» - АТ «МОТОР БАНК» - ПАТ «БАНК КРЕДИТ-ДНІПРО» - АТ «ПОЛТАВА-БАНК» - АТ «МетаБанк» - АТ «ЮНЕКСБАНК» - АТ «ПОРТАЛ» - ПАТ «МТББАНК» - ПАТ «Перший Інвестиційний Банк» - ПАТ «АЛЬТБАНК» | - ПАТ «Кредобанк» - ПАТ АКБ «Львів» - ПуАТ КБ «Акордбанк» - ПАТ «БАНК ГРАНТ» - ПАТ «Банк 3/4» - ПАТ «ЄВРОПРОМБАНК» - ПАТ "АБ «РАДАБАНК» |